# Kubek Pitagorasa

Zasada działania kubka

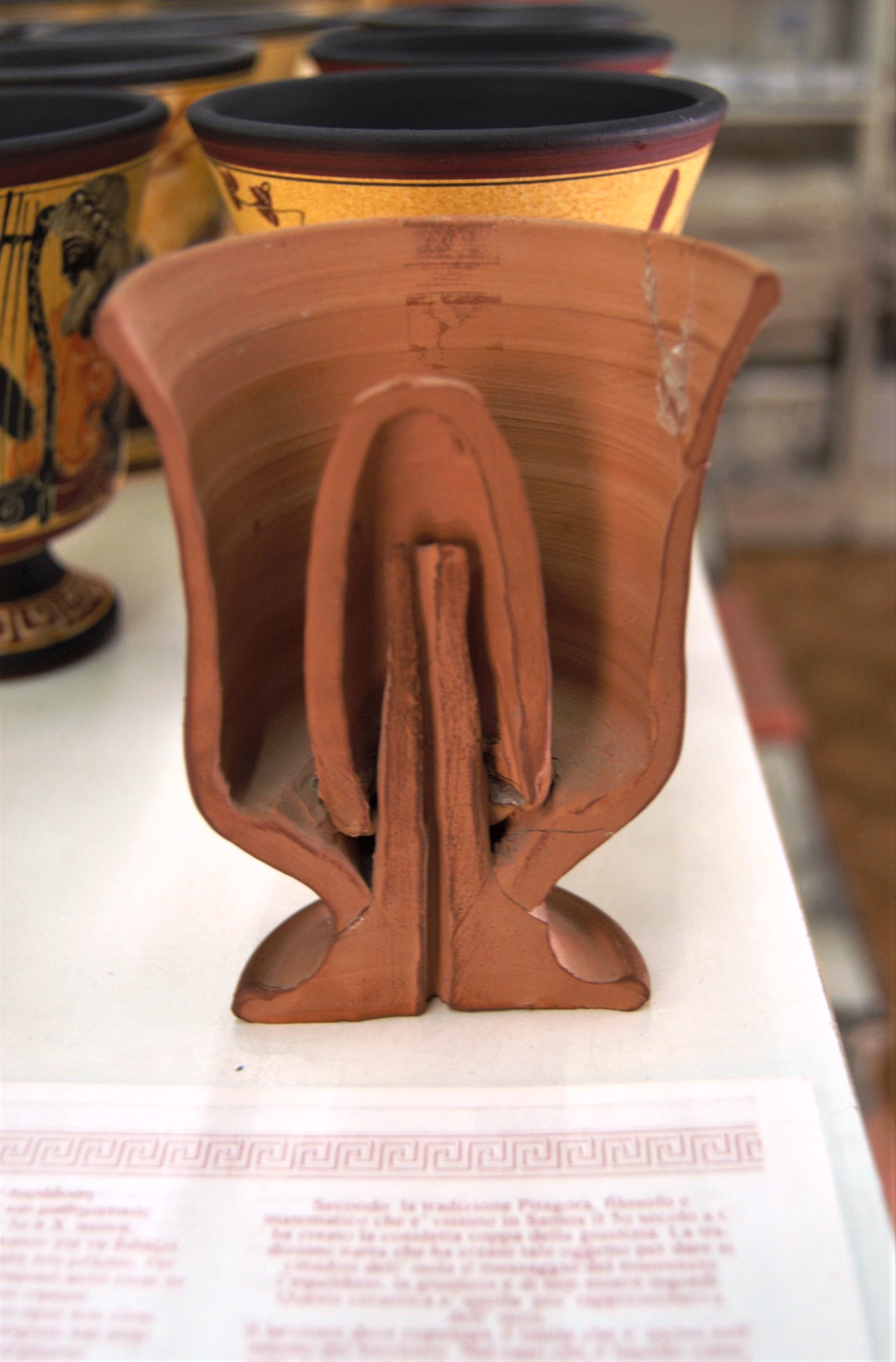
Przekrój kubka

Kubek Pitagorasa (nazywany też kubkiem sprawiedliwości lub kielichem Pitagorasa) – rodzaj naczynia, którego wynalezienie przypisywane jest Pitagorasowi. Kubek posiada syfon, przez co napełnienie go zbyt dużą ilością cieczy, powoduje powstanie lewara hydraulicznego, że ta w całości się wyleje. Kubek miał stanowić przestrogę przed chciwością, stąd nazwa kubek sprawiedliwości.
Kubek Pitagorasa przypomina formę na babkę. Wydaje się zwykłym naczyniem – patrząc z góry nie widać, żeby kubek miał dziurę czy był nieszczelny. Dopóki ilość płynu będzie mała, nic się nie stanie, a z kubka można normalnie pić, ale kiedy kolumna znajdzie się w całości zanurzona w cieczy, całość cieczy wyleje się na dół.
Obecnie kubek często sprzedawany jest na stoiskach z pamiątkami w Grecji.